# 費爾蒙特 (北卡羅萊納州)
費爾蒙特（英語：Fairmont）是一個位於美國北卡羅萊納州羅伯遜縣的城鎮。

## 人口
根據2020年美國人口普查的數據，費爾蒙特的面積為7.16平方千米，當中陸地面積為7.15平方千米，而水域面積為0.01平方千米。當地共有人口2191人，而人口密度為每平方千米306人。